# Armoriale delle famiglie italiane (Tr-Ty)
Questo è l'armoriale delle famiglie italiane il cui cognome inizia con le lettere che vanno da Tr a Ty.

## Armi

### Tra
| Stemma | Casato e blasonatura |
| ------ | --- |
|        | Trabia (Sicilia) (la blasonatura non è stata ancora caricata) (Immagine nella Raccolta stemmi Trippini (JPG).) |
|        | Trabucco (Cuorgnè, Torino) Titolo: conti di Castagnetto Partito, controfasciato d'argento e di rosso, al palo del primo sulla partizione, con il capo d'oro, carico di un'aquila di nero (citato in SUBL) |
|        | Trabucco (Cuorgnè) Troncato, al 1° d'argento, al 2° d'azzurro, al palo d'argento, noderoso, accompagnato da due rose d'argento, gambate e fogliate di verde (citato in SUBL) |
|        | Trabucco (Palermo) Titolo: signore della Torretta di Marineo d'azzurro al monte di tre cime, uscente dalla punta, sulla sommità un bastone posto in banda, sostenente un leone d'oro, accompagnato da tre stelle dello stesso colore in fascia (citato in PRTS) d'azzurro, al monte di tre cime nella cui sommità sta un bastone scorciato posto in banda sostenente un leone passante e coronato, accompagnato nel capo da tre stelle, il tutto d'oro (citato in Mango e in NBSC) leone passante coronato di oro su bastone scorciato in banda dello stesso movente da monte a 3 cime di oro uscente dalla punta su azzurro - 3 stelle (6 raggi) di oro poste in fascia in alto su azzurro (citato in LEOM) (Cenno storico in Famiglie nobili di Sicilia (archiviato dall'url originale il 12 maggio 2009).) Ulteriore ragguaglio storico in Famiglie nobili di Sicilia (archiviato dall'url originale il 5 marzo 2016).                                                  |
|        | Trabucco della Torretta d'azzurro, al monte di tre cime nella cui sommità sta un bastone scorciato posto in banda sostenente un leone passante e coronato, accompagnato nel capo da tre stelle, il tutto d'oro (citato in Mango) |
|        | Tracagni (Roma, San Martino della Battaglia) arbusto sradicato e fiorito partito di oro e di azzurro su partito di azzurro e di oro - aquila di nero su oro in capo (citato in LEOM) |
|        | Tracagni (Roma, San Martino della Battaglia) arbusto sradicato e fiorito troncato di oro e di azzurro su troncato di azzurro e di oro - aquila di nero su oro in capo (citato in LEOM) |
|        | Trachi (Firenze) D'argento, alla banda di nero (citato in ASFI) |
|        | Traditi (Arezzo) Partito: nel 1° troncato, a/ d'oro, all'aquila dal volo abbassato di nero, coronata del campo, b/ di nero, a due fasce d'oro; nel 2° di nero, alla muraglia merlata di tre pezzi di verde, movente dalla punta e dai fianchi dello scudo (citato in ASFI) aquila coronata di nero su oro - 2 fasce di oro su nero - troncato di nero e di verde il verde formato da un muro merlato alla guelfa mattonato di nero (citato in LEOM) |
|        | Trafighetti (Cesena) (la blasonatura non è stata ancora caricata) (citato in BLCW) Immagine in Blasone Cesenate. |
|        | Tragualzi (Toscana) (DE) In Blau 1 roter Schrägbalken, beidseitig begleitet von je 1 schwebenden goldenen Sechsberg (citato in KHIF) |
|        | Traietto (Anagni) 2 frecce di argento incrociate punte in alto sormontate da - una cometa ondeggiante in palo di oro tutto su azzurro (citato in LEOM) |
|        | Traina (Sicilia) d'oro, a due braccia di rosso uscenti dai fianchi dello scudo, trattenenti un piede al naturale svenato (citato in Mango) |
|        | Traina (Sicilia) d'azzurro, con due braccia d'argento impugnanti una palma del medesimo (citato in NBSC) (Cenno storico in Famiglie nobili di Sicilia (archiviato dall'url originale il 5 marzo 2016).) |
|        | Tramarina (Verona) leone seduto di profilo di oro collarinato di rosso incatenato ad una colonna dello stesso posta a sinistra tutto su terrazzo di verde uscente dalla punta su argento (citato in LEOM) |
|        | Tramarina (Verona) leone seduto di oro collarinato di rosso posto a destra il collare attaccato con una catena di oro ad una colonna di rosso col capitello di oro posta a sinistra il tutto sostenuto da un terrazzo di verde su argento (citato in LEOM) |
|        | Tramazzi (Modigliana, Firenze) D'oro, a due mazze d'arme decussate d'argento (citato in ASFI) |
|        | Tramontana (Palermo) Titolo: baroni d'azzurro al palo d'oro accostato da due stelle dello stesso colore (citato in PRTS) palo di oro accompagnato da - 2 stelle (5 raggi) dello stesso su azzurro (citato in LEOM) Motto: Patria honor fides |
|        | Tramontana o Tramontana di Girgenti (Agrigento) Titolo: barone di Mezzograno d'azzurro alla fascia d'oro, accompagnata in capo da una stella d'argento, da tre monti d'oro di tre cime in punta (citato in PRTS) d'azzurro, alla fascia diminuita d'oro, accompagnata da tre monti dello stesso, ciascuno di tre cime, moventi dalla punta e una stella d'argento nel capo (citato in Mango e in NBSC) fascia in divisa di oro accompagnata in capo da - stella (5 raggi) di argento e in basso da - 3 monti a 3 cime di oro uscenti dalla punta tutto su azzurro (citato in LEOM) (Cenno storico in Famiglie nobili di Sicilia (archiviato dall'url originale il 5 marzo 2016). |
|        | Tramontani (Pistoia, Firenze) Di..., all'albero di..., nodrito su un monte di sei cime di..., e sormontato da tre stelle a otto punte di..., ordinate in capo; e alla fascia attraversante di..., caricata di due venti affrontati di... (citato in ASFI) |
|        | Trampus (Trieste) 3 gigli di argento su rosso posti 2,1 - aquila di nero nascente su oro in capo (citato in LEOM) |
|        | Tranchedini (Pontremoli, Firenze) Inquartato: nel 1° e 4° d'argento, all'aquila bicipite di nero tenente in fascia un breve d'azzurro caricato del motto HONOR; nel 2° e 3° partito, a/ d'argento, al leone retroguardante di rosso, b/ d'argento, alla biscia guizzante in palo di verde; sul tutto: d'argento, a tre piume, una di rosso, una d'argento, una d'azzurro, impugnate e legate da un nastro d'azzurro, caricato del motto "COL BEN FAR" (citato in ASFI) alias 3 piume poste a ventaglio di rosso di argento e di azzurro legate da una lista (nastro) di argento con il motto in lettere maiuscole di nero "COL BEN FAR"su scudetto di argento su - aquila bicipite al naturale tenente con gli artigli una lista svolazzante di azzurro caricata del motto in lettere maiuscole di nero "O HONOR" su argento - su leone rampante di rosso testa rivolta su argento - su serpente annodato per 2 volte di azzurro posto in palo su argento (citato in LEOM) |
|        | Tranchina (Sicilia) D'argento con un grifo rampante d'argento (citato in NBSC) (Cenno storico in Famiglie nobili di Sicilia (archiviato dall'url originale il 5 marzo 2016). |
|        | Tranfo (Tropea, Palmi, Napoli) Titolo: patrizio di Tropea; il ramo quinto titolato di principe di Cosoleto d'oro all'olivo al naturale sopra un monte di tre cime di verde movente dalla punta (citato in PRTS) d'oro, all'olivo di verde, nodrito sovra un monte a tre cime dello stesso, movente dalla punta (citato in Mango) 3 monti al naturale di verde uscenti dalla punta il centrale cimato da un albero di olivo di verde su oro (citato in LEOM) Motto: Sicut oliva in domo Domini |
|        | Tranfo (Tropea) d'oro al monte all'italiana di tre cime di verde uscente dalla punta e sostenente un albero di olivo dello stesso (citato in BLCL) d'oro all'olivo di verde nutrito sopra un monte a tre cime del medesimo, movente dalla punta (citato in BLCL) Motto: Sicut oliva in domo domini Immagine e notizie storiche in Tropea Magazine. |
|        | Tranfo (Tropea) (LA) ceruleum campum in medio supra tres monticulos extat olea viridis cum suis maturis olivis (citato in BLCL) Immagine e notizie storiche in Tropea Magazine. |
|        | Trano (Messina) d'azzurro, al leone d'oro rampante contro la torre dello stesso, movente dalla punta, sormontata da tre stelle d'argento, ordinate nel capo (citato in Mango) |
|        | Tranquillo (Pizzo Calabro) Titoli: Baroni Tranquillo di Roccangitola d'azzurro, alla banda d'oro accompagnata in capo da sole uscente dal canton sinistro del capo e da tre stelle di 5 punte poste 2 e 1, quella inferiore cometa con la coda posta in fascia, e in punta da uno scorpione in banda, il tutto d'oro. |
|        | Trans o Detrans (Nizza) D'azzurro, a tre colombe d'argento, beccate e membrate di rosso, volanti Motto: De trans (citato in SUBL) |
|        | Transilvani (Cesena) (la blasonatura non è stata ancora caricata) (citato in BLCW) Immagine in Blasone Cesenate. |
|        | Transo o Di Transo (Napoli) Titolo: marchese, patrizio napoletano d'oro al leone di verde linguato di rosso (citato in PRTS) leone rampante di verde su oro (citato in LEOM) |
|        | Transo (Tropea) d'oro al leone rampante di azzurro (citato in BLCL) Immagine in Tropea Magazine. |
|        | Trapani (Napoli, Reggio Calabria, Mazara) Titolo: marchese della Petina, marchese di Montepagano, nobile dei marchesi della Petina d'azzurro al castello d'argento di tre pezzi alla ghibellina e sinistrato da un porco marino d'argento (citato in PRTS) d'azzurro, al castello d'argento accompagnato da un porco marino (citato in Mango e in NBSC) castello torricellato di 3 pezzi di argento merlato alla ghibellina aperto e finestrato del campo affiancato a destra da - un porco marino dello stesso tutto su azzurro (citato in LEOM) (Cenno storico in Famiglie nobili di Sicilia (archiviato dall'url originale il 5 marzo 2016). |
|        | trara (Sicilia, Scala) partito d'oro e di nero, a due draghi addossati, colle teste rivolte e affrontate dell'uno nell'altro (citato in CROL pag. 15 e in DAlena) |
|        | Trara (Messina) partito: d'oro e d'azzurro a due grifi controrampanti e affrontati dell'uno all'altro (citato in Mango) |
|        | Trasmondi o Trasmondo (Sulmona) Titolo: marchese di Introdacqua troncato da uno scaglione d'argento; 1° d'oro a due colombe al naturale affrontate, 2° di rosso alla mezza luna d'oro (citato in PRTS) D'oro e di rosso diviso dal capriolo d'argento sormontato da due colombi affrontati al naturale ed accompagnato in punta da un crescente d'oro (citato in DAlena) scaglione di argento su troncato in scaglione di oro e di rosso - 2 colombe al naturale affrontate sull'oro - luna di oro su rosso (citato in LEOM) |
|        | Trasmondi (Napoletano) (la blasonatura non è stata ancora caricata) (citato in NBNA) |
|        | Trasnodi (Venezia) 3 stelle (6 raggi) di rosso poste 2,1 su argento - capo di rosso pieno (citato in LEOM) |
|        | Traspi (Firenze) Di..., a tre crescenti montanti di..., 2.1 (citato in ASFI) |
|        | Travagli o Travaglio (Cherasco) D'oro, a cinque quadretti di rosso, ordinati in banda alias D'azzurro, alla banda d'oro, carica di cinque quadretti di rosso Motto: Deus adiutor noster (citato in SUBL) |
|        | Travaglini (Spoleto) Titoli: conti di Mazzano (mpr.), conti (m.f.), Patrizi onorari di Ferrara (m.), patrizi di Spoleto (m.), nobili di Spoleto (m.f.). Troncato: nel primo d'azzurro a tre gigli d'oro male ordinati; nel secondo mareggiato d'azzurro e d'argento al pesce d'argento nuotante in fascia. Motto : Solo in Deo (citato in SPRE Vol. 4 pag. 985 e in Del Piazzo-Ceccaroni, Stemmi di Famiglie Spoletine in due manoscritti romani, Edizioni dell'Ente "Rocca di Spoleto", 1978, Biblioteca Carducci di Spoleto) |
|        | Travaglini (Invorio, Roma) Titolo: marchesi del Vergante D'azzurro, alla fascia d'argento, con in capo un'ape, d'oro Motto: Fides transfert montes (citato in SUBL) |
|        | Travaianti (Venezia) 3 losanghe appuntate in banda di rosso su oro affiancate da - 2 cotisse (banda ridotta di spessore) di rosso su oro (citato in LEOM) |
|        | Travali (Palermo) Titolo: nobili d'azzurro all'albero sradicato al naturale sostenuto da un leone d'oro con la testa rivolta (citato in PRTS) d'azzurro, all'albero al naturale, sinistrato da un leone rivoltato d'oro (citato in Mango e in NBSC) albero sradicato al naturale accompagnato a destra da - leone rampante di oro testa rivolta tutto su azzurro (citato in LEOM) (Cenno storico in Famiglie nobili di Sicilia (archiviato dall'url originale il 5 marzo 2016). |
|        | Traversa (Sicilia, Puglia) Titolo: nobile di Licata; barone di Realmulini, Randoli di rosso alla sbarra d'oro accompagnata da tre stelle d'argento, poste due nel capo ed una in punta (citato in PRTS) (citato in Mango e in NBSC) (Cenno storico in Famiglie nobili di Sicilia (archiviato dall'url originale il 5 marzo 2016). |
|        | Traversagna (Nizza) D'oro, a tre bande d'azzurro alias Bandato d'azzurro e d'argento (citato in SUBL) |
|        | Traversari d'azzurro, alla croce decussata d'argento, caricata di quattro fiamme ardenti di rosso volte verso il centro (citato in MONT pag. 100) |
|        | Traversari (Cesena) (la blasonatura non è stata ancora caricata) (citato in BLCW) Immagine in Blasone Cesenate. |
|        | Traversari d'azzurro, al pino di verde, fruttifero d'oro, il tronco caricato di tre fasce d'argento (citato in MONT pag. 102) |
|        | Traversari d'azzurro, a due verghe d'argento, moventi da un piano erboso di verde, attortigliate in doppia croce di S. Andrea, fogliate d'oro, sostenenti un Mercurio d'argento (citato in MONT pag. 110) |
|        | Traversari d'azzurro, a sei burelle d'argento (citato in MONT pag. 112) |
|        | Traversari (Portico di Romagna) D'azzurro, all'albero di..., accollato al tronco da un nastro di... (citato in ASFI) |
|        | Traversino (Postua) (la blasonatura non è stata ancora caricata) Motto: Gloria in excelsis Deo (citato in SUBL) |
|        | Travoltine (Abruzzo) (la blasonatura non è stata ancora caricata) (citato in DAlena) |
|        | Traxler (Livorno) lontra rampante di nero su oro (citato in LEOM) |

### Tre
| Stemma | Casato e blasonatura |
| ------ | --- |
|        | Trebiliani (Lucca) cuore di rosso trafitto da 3 frecce di argento poste a ventaglio tutto su argento (citato in LEOM) |
|        | Trecchi (Cremona) Titolo: marchesi di Scandolara Ripa d'Oglio, liberi baroni del Sacro Romano Impero, signori di Binanuova, Levata, Annicco, Maleo, S. Pietro in Pirolo, Moraro, Comunità de' Trecchi e Ghiara Lodigiana 3 fasce di azzurro su - aquila di argento coronata di oro su rosso (citato in LEOM) di rosso, all'aquila spiegata d'argento, coronata d'oro, e a tre fasce d'azzurro attraversanti (citato in BLCR) Immagine in Blasonario Cremonese (archiviato dall'url originale il 7 aprile 2014). alias aquila bicipite di nero su rosso (citato in LEOM) di rosso, all'aquila bicipite di nero (citato in BLCR) Immagine in Blasonario Cremonese (archiviato dall'url originale il 7 aprile 2014). |
|        | Trecerchi (Siena) Troncato: nel 1° d'azzurro, al bue corrente d'oro; nel 2° d'argento, a tre anelletti di rosso, 2.1 alias Troncato: nel 1° di..., al bue fermo d'argento; nel 2° d'azzurro, a tre anelletti d'oro, 2.1 (citato in ASFI) |
|        | Tredicini Passerat Roero Sanseverino (Piacenza, Torino, Savoia) Titolo: marchesi di Boffalora Inquartato, al 1° e 4° d'argento, a due fasce d'azzurro, caricate la prima di tre e la seconda di due stelle, del campo, ogni fascia sormontata da quattro stelle di rosso, ordinate in fascia (Tredicini), al 2° e 3° d'argento, alla fascia di rosso (Sanseverino) alias Inquartato, al 1° di verde, al castello d'argento, con il capo d'oro, carico di un'aquila di nero, allumata d'argento, nascente; al 2° di rosso, alla fascia di argento, carica di un leone di nero, illeopardito e accompagnato in capo, da due voli di argento, in punta da una stella d'oro; al 3° partito: a) di rosso a tre ruote d'argento, b) d'argento alla fascia di rosso; al 4° d'argento, a due fasce d'azzurro, ciascuna sormontata da quattro stelle di rosso, ordinate in fascia, le fasce caricate di cinque stelle d'argento, 3, 2 (citato in SUBL) |
|        | Tredicini Passerat Roero di Sanseverino (Douvaine (Francia)) 2 fasce di azzurro su argento - 13 stelle (5 raggi) poste 8 di rosso su doppia fascia sulle 2 prime parti del campo di argento (4,4) e 5 stelle di argento poste sulle 2 fasce (3,2) - fascia di rosso su argento (citato in LEOM) |
|        | Trenchiante (Chieri) D'azzurro, alla banda d'argento, accostata da tre rose d'oro, una in capo, due in punta (citato in SUBL) |
|        | Trenta (Lucca) D'oro, a tre rincontri di bue di rosso, 2.1 (citato in ASFI) 3 teste di bue in maestà di rosso poste 2,1 su oro (citato in LEOM) |
|        | Trentacinque (Abruzzo) D'azzurro alla fascia di rosso, caricata di tre stelle d'oro, accompagnata in capo da due serpenti d'oro ondeggianti in due pali, e nella punta da una fontana, con getto d'acqua d'argento (citato in DAlena) |
|        | Trentinaglia (Venezia) albero al naturale nodrito su monte a 3 cime di verde uscente dalla punta su - fascia di rosso su argento - 4 uccelli allodole al naturale poste nei 4 cantoni della parte superiore dello scudo in volo convergenti verso la chioma dell'albero su argento (citato in LEOM) |
|        | Trentini (Novaline di Mattarello) giglio di azzurro su scudetto di oro coronato dello stesso su - albero al naturale su collinetta di verde uscente dalla partizione su rosso - bandato di azzurro e di oro (10 pezzi) - scaglione di azzurro su argento - 3 teste di moro di profilo al naturale le 2 prime affrontate su argento (citato in LEOM) |
|        | Trepier (Saint Génis, Aosta) Trinciato d'oro e di rosso, al leone dall'uno nell'altro Motto: Intrepide (citato in SUBL) |
|        | Tresca e Tresca Carducci (Lecce, Bari, Napoli) Titolo: nobili / principe di Valenzano, duca di Ostuni, patrizio di Bari d'azzurro alla fascia d'oro accompagnata in capo da tre rose d'argento ordinate in fascia, in punta di tre bande d'oro (citato in PRTS) fascia di oro su azzurro accompagnata in capo da - 3 rose di argento poste in fascia e in basso da - 3 bande di oro (citato in LEOM) |
|        | Tretti (Adria, Verona, Vicenza, Padova, Milano) 2 torri al naturale aperte e finestrate di nero su campagna bandata di rosso e di argento (10 pezzi) su azzurro - aquila bicipite di nero coronata su ambo le teste di oro poggiante con gli artigli su entrambe le torri su azzurro (citato in LEOM) |
|        | Tretti (Adria, Padova, Vicenza) 2 torri quadrate al naturale merlate alla guelfa sostenenti - una aquila bicipite di nero coronata di rosso su ambo le teste tutto su azzurro - le torri uscenti dalla campagna bandata di rosso e di argento (10 pezzi) (citato in LEOM) |
|        | Tretti (Padova) 3 torri al naturale la centrale più alta banderuolata di argento su azzurro uscenti da - campagna bandata di rosso e di argento (10 pezzi) (citato in LEOM) |
|        | Treves de Bonfili (Padova, Venezia) colomba della pace in volo di argento su azzurro - albero al naturale nodrito su terrazzo di verde uscente dalla partizione sormontato da - 3 stelle (5 raggi) di azzurro poste in fascia tutto su oro - vascello a 2 alberi e 2 vele di nero su mare al naturale su argento - il canton destro del capo del 3° quarto è di rosso a 3 losanghe accollate di argento - fascio di grano (covone) di oro legato di rosso su azzurro (citato in LEOM) |
|        | Trevisan (Venezia) Trevisan detti dal Scaglion: Scaglione azzurro in campo oro (citato in BARB) |
|        | Trevisan (Venezia) Trevisan detti dalla Dressa o de'Pali: Palato d'oro e d'azzurro di sei pezzi, alla fascia di rosso attraversante sul tutto (citato in BARB e in Enciclopedia Storico-Nobiliare Italiana, vol. VI, p. 706) |
|        | Trevisani (Roma, Fermo, Porto San Giorgio, Altidona) Fascia di oro su 3 pali dello stesso in campo azzurro (citato in LEOM) |
|        | Trevisani (Roma, Fermo, Porto San Giorgio, Altidona) Fascia di rosso su 3 pali di oro in campo azzurro (citato in LEOM) |
|        | Trevisani detti Ognibene (Asolo) (la blasonatura non è stata ancora caricata) (citato in DAlena) |
|        | Trevisi (Tortona) Interzato in fascia, al 1° d'oro, all'aquila bicipite di nero, coronata del campo, al 2° di rosso, a tre teste d'uomo barbute, di carnagione, disposte in fascia e di profilo, al 3° d'azzurro, a tre bande d'oro (citato in SUBL) |
|        | Trevisio (Fontaneto, Casale) Titolo: consignori di Solonghello Di […], al pozzo di […], sostenuto da due draghi di […] alati, affrontati, con il capo di […] carico di un'aquila di […] (citato in SUBL) |
|        | Trevy o De Trevirio (Novara) Fasciato d'azzurro e d'argento, di quattro pezzi, la fascia superiore carica di un leone d'oro, illeopardito (citato in SUBL) |
|        | Trezza di Musella (Verona) mezza aquila bicipite di oro uscente dalla partizione su azzurro - treccia muliebre incrociata per 2 volte di oro su rosso posta in palo - ruota di oro su rosso - torre merlata alla guelfa al naturale su terrazzo di verde attraversato da un ruscello al naturale tutto su azzurro (citato in LEOM) |

### Tri
| Stemma | Casato e blasonatura |
| ------ | --- |
|        | Triangi (Trento, Firenze) 3 cherubini al naturale con le ali troncate di oro e di azzurro posti 2,1 su incappato di rosso su argento bordato di oro (citato in LEOM) |
|        | Tribiliani (Lucca) D'argento, al cuore di rosso trafitto di tre frecce d'oro impennate d'argento, disposte in ventaglio (citato in ASFI) |
|        | Triboli (Firenze) Di verde, alla banda di rosso, bordata d'oro, accompagnata da tre triboli di nero, 2.1 (citato in ASFI) |
|        | Triboli (Pistoia) D'argento, allo scaglione rovesciato di rosso, accompagnato da due triboli di nero, 1.1 (citato in ASFI) |
|        | Tribolo o Trivella (Verona) bandato di argento e di rosso - 3 stelle (6 raggi) di oro poste 1,2 su verde in capo (citato in LEOM) |
|        | Tribona o Tribone (Ovada) Di rosso, al bue fermo e rivoltato al naturale; col capo d'azzurro, caricato dell'aquila col volo abbassato, rivoltata e coronata di nero (citato in STOV) |
|        | Tribunacoli o Tribunapoli (Venezia) partito innestato di verde e di argento (citato in LEOM) |
|        | Tricardo d'argento, a tre cardi fogliati di verde (citato in AMDC) |
|        | Tricoli o Triccoli (Saluzzo, Mondovì) D'azzurro, a due bande d'oro alias D'azzurro, alla fascia d'oro (citato in SUBL) |
|        | Tridente (Molfetta) d'azzurro troncato dalla fascia d'oro, accompagnata in capo da tre gigli d'oro posti in fascia, ed in punta all'Agnello Pasquale assiso sulla Bibbia aperta e poggiante su di una campagna di verde |
|        | Trieb (Fiesole) D'azzurro, alla banda alzata di rosso, bordata d'oro e caricata di tre stelle a otto punte dello stesso, accompagnata in punta da un castello sostenente sulla torre un leone sedente e tenente in bocca una bandiera in banda, il tutto d'argento alias D'azzurro, alla banda alzata di rosso, bordata d'oro e caricata di tre stelle a otto punte dello stesso, accompagnata in punta da una porta turrita sostenente sulla torre un leone sedente e tenente in bocca una bandiera in banda, il tutto d'argento (citato in ASFI) |
|        | Trigona (Catania, Siracusa, Piazza Armerina, Palermo) Titolo: principe di Sant'Elia, duca di Gela o Casalnuovo, barone di Bessima, barone di Cutumino, barone di Grottacalda, barone di Bonfallura, barone di Santo Stefano di Mistretta marchese di Canicarao, di Dainammare, barone di Frigentini,di Salina (Pantano del Rovetto), signore di Bauli, Ursitto, Grampoli con Stafenda, Imbaccari e Misilini, barone di Mandrascate, barone di Azzolina e di Gallizzi d'azzurro, al triangolo d'oro posto nel cantone destro della punta, accompagnato da una cometa dello stesso ondeggiante in sbarra nel cantone sinistro del capo (citato in GUCA pag. 155 e in DAlena) d'azzurro, alla cometa posta in sbarra nel cantone sinistro del capo ed al triangolo posto in sbarra e nel canton destro della punta; il tutto d'oro (citato in PRTS) d'azzurro, alla cometa posta in sbarra nel canton sinistro del capo ed al triangolo posto in sbarra e nel canton destro della punta; il tutto d'oro (ramo dei principi di Sant'Elia) (citato in Mango e in NBSC) d'azzurro, con un triangolo d'oro posto nel canton destro della punta dello scudo, sormontato da una cometa del medesimo posta in isbarra nel canton sinistro del capo (citato in NBSC) alias d'azzurro, alla campagna mareggiata d'argento, dalla quale muove, a sinistra, un triangolo d'oro rovesciato, con un sole dello stesso nel punto destro del capo (citato in PRTS) d'azzurro, alla campagna mareggiata d'argento, dalla quale muove, a sinistra, un triangolo d'oro rovesciato, con un sole dello stesso nel punto destro del capo (ramo dei marchesi di Canicarao) (citato in Mango) Corona di principe. Lo scudo accollato dall'aquila spiegata di nero, armata, imbeccata e coronata d'oro (Cenno storico in Famiglie nobili di Sicilia (archiviato dall'url originale il 5 marzo 2016).) Ulteriore ragguaglio storico in Famiglie nobili di Sicilia (archiviato dall'url originale il 5 marzo 2016). |
|        | Trigona (Piazza Armerina, Palermo, Roma, Catania, Firenze) triangolo isoscele di oro punta in alto posto in sbarra sormontato da - una cometa posta in sbarra dello stesso tutto su azzurro (citato in LEOM) |
|        | Trigona (Piazza Armerina, Palermo, Roma, Catania, Firenze) triangolo capovolto di oro punta rivolta verso un mare al naturale uscente dalla punta su azzurro - sole raggiante di oro in alto a sinistra (citato in LEOM) |
|        | Trimarchi (Messina) Titolo: barone di Villa Marchese d'azzurro alla sbarra d'oro accompagnata da tre martelli d'oro disposti due a uno (citato in PRTS) d'azzurro, alla sbarra d'oro, accompagnata da tre martelli manicati dello stesso, posti due al capo ed uno in punta (citato in Mango e in NBSC) sbarra di oro accompagnata da - 3 martelli posti 2,1 in palo dello stesso tutto su azzurro (citato in LEOM) (Cenno storico in Famiglie nobili di Sicilia (archiviato dall'url originale il 5 marzo 2016).) Ulteriore ragguaglio storico in Famiglie nobili di Sicilia (archiviato dall'url originale il 5 marzo 2016). |
|        | Trimoja (Caltagirone, Messina) d'azzurro, al monte di tre cime d'oro, movente dalla punta, sormontate ciascuna da una stella dello stesso (citato in Mango) |
|        | Trincheri o Trinchieri Titolo: conti di Venanzone; consignori di S. Antonino D'argento, al leone trinciato di rosso e d'azzurro (citato in SUBL) |
|        | Trinci (Firenze) Troncato: nel 1° di..., al rocco di scacchiere di...; nel 2° a tre palle di..., 1.2 (citato in ASFI) |
|        | Trinciavelli (Firenze) D'azzurro, allo scaglione d'oro (citato in ASFI) |
|        | Triolo (Alcamo) Titolo: barone di Radilbesi, Sant'Anna d'azzurro alla fascia accompagnata da tre bisanti posti due a uno il tutto d'oro (citato in PRTS) d'azzurro, alla fascia d'oro accompagnata da tre palle dello stesso, poste due al capo ed una in punta (citato in Mango e in NBSC) fascia accompagnata da - 3 palle poste 2,1 tutto di oro su azzurro (citato in LEOM) Corona di barone (Cenno storico in Famiglie nobili di Sicilia (archiviato dall'url originale il 5 marzo 2016).) Ulteriore ragguaglio storico in Famiglie nobili di Sicilia (archiviato dall'url originale il 5 marzo 2016). |
|        | Trionfi (Ancona, Jesi, Roma, Atene (Grecia)) 3 sbarre di oro su verde (citato in LEOM) |
|        | Trionfi (Cesena) (la blasonatura non è stata ancora caricata) (citato in BLCW) Immagine in Blasone Cesenate. |
|        | Trionfi Honorati (Jesi) 3 sbarre di oro su verde - 3 fasce ondate di azzurro su argento - giglio di oro affiancato da 2 stelle (8 raggi) dello stesso su azzurro in capo - trangla ridotta a filetto di oro (citato in LEOM) |
|        | Triono o Trione (Cuorgnè) D'azzurro, a tre triangoli d'oro (2, 1?) (citato in SUBL) |
|        | Tripalle (Pisa) Troncato di rosso e d'oro, a tre palle del secondo nel primo, accostanti la troncatura alias Troncato di rosso e d'oro, a tre palle d'argento nel primo, accostanti la troncatura (citato in ASFI) |
|        | Trischitta (Messina) d'azzurro, al cherubino d'oro e il leone dello stesso affrontati e combattenti, sostenuti da un terrazzo di verde, sormontati da tre stelle d'argento, ordinate nel capo (citato in Mango) |
|        | Trissino (Vicenza, Milano) 3 sbarre doppiomerlate di 3 pezzi ciascuna di oro su verde (citato in LEOM) |
|        | Trissino (Trissino) bandato contromerlato di verde e di oro - bordura di argento (citato in LEOM) |
|        | Trissino dal Vello d'Oro (Vicenza, Milano) albero al naturale nodrito su ristretto dello stesso fusto biforcato sul quale è posto un vello di oro il tronco accollato da un serpente di argento e sulla chioma un nastro di argento svolazzante tra le foglie caricato del motto "PAN TO ZETOUMENON ALOTON" in lettere maiuscole greche di nero tutto su azzurro - 3 bande doppiomerlate di verde ciascuna di 3 pezzi su oro (citato in LEOM) |
|        | Tristano d'oro, al leopardo di rosso (citato in MONT pag. 140) |
|        | Tritis (la blasonatura non è stata ancora caricata) (citato in DAlena) |
|        | Trivelli (Bologna, Roma) 3 foglie di palma in palo poste in fascia di verde su azzurro - 3 losanghe di argento accollate su rosso - 3 trivelli di nero manicati di rosso incrociati a ventaglio e legati da un natro svolazzante in fasica di oro su argento (citato in LEOM) |
|        | Trivellini (Bassano del Grappa, Venezia) leone rampante di oro tenente con la zampa anteriore destra un trivello punta in alto a cui è infilzato un ferro di cavallo tutto al naturale su troncato di azzurro e di rosso (citato in LEOM) |
|        | Triveri (Ciriè) Titolo: consignori della Piè di Lirano D'azzurro, alla banda d'argento, accostata in capo da un sole, d'oro, in punta da una stella (8) e da una mezzaluna crescente, il tutto d'argento (citato in SUBL) |
|        | Trivulsio (Sicilia) falco in volo nell'atto di inseguire una pernice tutto al naturale su oro (citato in LEOM) |
|        | Trivultio o Trivulzio (Milano) Titolo: marchesi di Castelnuovo Scrivia; signori di Borgomanero, Vespolate Palato d'oro e di verde (citato in DAlena) alias Palato d'oro e di azzurro (Immagine nella Raccolta stemmi Trippini (JPG).) Motto: Ne te smay - Mens unica (citato in SUBL) |
|        | Trivulzi (Cesena) (la blasonatura non è stata ancora caricata) (citato in BLCW) Immagine in Blasone Cesenate. |
|        | Trivulzio o Trivulzio Manzoni Caccia (Milano) palato di oro e di verde (citato in LEOM) |
|        | Trivulzio (Alvito) Palato d'oro e di azzurro (presente nel Teatro Comunale della Città di Alvito) |
|        | Trivulzio (Sicilia) Titolo: barone di Terra del Limina; conte di Castronovo d'oro, al falcone volante, seguente una pernice; il tutto al naturale (citato in Mango e in NBSC) Corona di conte (Cenno storico in Famiglie nobili di Sicilia (archiviato dall'url originale il 12 maggio 2009).) |
|        | Trivulzio (Milano) testa formata da tre volti al naturale coronata di una corona marchionale di oro su oro (citato in LEOM) |
|        | Trivulzio (Milano) scudetto palato di oro e di verde con corona marchionale di oro su - partito di 2 linee e troncato di 3 formanti 12 partizioni di cui 2 coperte dallo scudetto - testa formata da tre volti al naturale coronata di una corona marchionale di oro su oro sormontata da un nastro di argento caricato del motto in lettere maiuscole di nero "MENS UNICA" - Beata Vergine vestita di rosso ammantata di azzurro inginocchiata adorante il bimbo ignudo su terrazzo di verde su azzurro sormontata da un nastro di argento con il motto il lettere maiuscole di nero "QUEM GENUIT ADORAT" - ruota di Santa Caterina di rosso caricata da una croce di argento su argento - croce di Sant'Andrea di argento caricata di 5 ruote di Santa Caterina di rosso su rosso - fascio di spighe di oro (covone) legato dello stesso su verde - albero di palma di oro su azzurro uscente dalla partizione - 3 ruote di Santa Caterina di rosso su banda di argento su trinciato di rosso e di verde - idra di verde su rosso (mostro a 7 teste vinto da Ercole) - 2 fasce controinnestate di argento su - fasciato (5 pezzi) di rosso di azzurro di verde di rosso e di argento - rosa di rosso affiancata da 2 crocette dello stesso su fascia di argento su oro (citato in LEOM) |
|        | Trivulzio (Milano) sirena alata al naturale tenente in sinistra un anello di oro e in destra una foglia di palma dello stesso su campo non identificato (citato in LEOM) |

### Tro
| Stemma | Casato e blasonatura |
| ------ | --- |
|        | Trocchi Alessandri (Napoli) tronco di legno posto in palo accollato da 2 serpenti le teste affrontate tutto al naturale su oro - pecora bicipite passante rivolta di argento su terrazzo di verde uscente dalla punta su azzurro (citato in LEOM) |
|        | Troia o Troya (Asti) Titolo: signori di Maretto D'oro, alla scrofa di nero, ritta (citato in SUBL) |
|        | Troiani (Roma) falco al naturale appollaiato su un ramo di quercia di verde testa rivolta coronata di oro su azzurro (citato in LEOM) |
|        | Troili (Nocera Umbra) Titolo: Nobili di Nocera Umbra (la blasonatura non è stata ancora caricata) (citato in DAlena) albero di pino silvestre nodrito su terrazzo uscente dalla punta tutto al naturale su azzurro - nodo sabaudo sormontato da un giglio tutto di argento su rosso (citato in LEOM) |
|        | Troili (Roma) 3 stelle (6 raggi) di oro su fascia di rosso su azzurro - 3 stelle (6 raggi) di oro poste 2,1 su azzurro (citato in LEOM) |
|        | Troili Asclepi (Macerata) 3 leoni sdraiati un sull'altro testa rivolta di oro su 3 filetti in fascia di nero su azzurro - braccio destro uscente da destra vestito di rosso afferrante con la mano di carnagione una pianta sradicata di asclepia (asclepiade arbusto dai fiori bianchi o rosa) di verde su azzurro (citato in LEOM) |
|        | Trojano (Rutigliano) Titolo: nobile d'argento a tre teste di leone al naturale, uscenti da una banda di rosso, e accompagnate in capo da tre stelle di 6 raggi d'azzurro, male ordinate, e in punta da una fiamma al naturale (citato in RTGL) |
|        | Trombetta (Mondovì) Interzato in palo, di rosso, d'argento e di verde, con il capo d'oro, carico di un'aquila coronata, di nero alias Interzato in palo, di rosso, d'argento e d'azzurro, con il capo d'oro, carico di un'aquila coronata, di nero alias Partito di rosso e di verde, a due pali d'argento, con il capo d'oro, carico di un'aquila coronata, di nero alias D'argento, al vaso di fiori al naturale, sostenuto da due leoni d'azzurro, con il capo di rosso, carico di tre bande rombeggiate d'argento e d'azzurro (citato in SUBL) |
|        | Trombetti (Piacenza) braccio destro uscente da destra vestito di rosso afferrante con la mano di carnagione una tromba al naturale l'imboccatura in alto accompagnato a sinistra da - un giglio di giardino al naturale tutto su argento - 3 stelle (6 raggi) di oro poste in fascia su azzurro in capo (citato in LEOM) |
|        | Trombetti (Verona) scaglione di oro scanalato accompagnato da - 3 trombe l'imboccatura in alto di argento poste 2,1 su azzurro - stella (5 raggi) di argento in alto su azzurro (citato in LEOM) |
|        | Trombi (Finale Emilia) albero nodrito su una zolla di terreno uscente dalla punta affiancato da - 2 capre controrampanti tutto al naturale su azzurro - aquila bicipite di nero coronata su ambo le teste di oro all'imperiale tenente con gli artigli rispettivamente una spada di argento e una tromba di oro tutto su oro in capo - trangla di rosso (citato in LEOM) |
|        | Tron (Cornuda) bandato di oro e di rosso - 3 gigli col piedistallo di rosso (simili al rocco di scacchiere) posti in fascia su oro in capo (citato in LEOM) |
|        | Trona (Torino) Titolo: signori di Clarafond, Torrone Partito d'azzurro e d'oro, all'aquila dell'uno nell'altro, con il capo d'oro, carico di un sole di rosso (citato in SUBL) aquila partita di oro e di azzurro su partito di azzurro e di oro - sole raggiante di rosso su oro in capo (citato in LEOM) alias Troncato d'oro e d'azzurro, all'aquila dell'uno nell'altro coronata di rosso, con il capo d'argento, carico di un sole di rosso (citato in SUBL) Motto: Utrique throno |
|        | Tropeano (Tropea) d'azzurro al pesce barbio d'argento in fascia accompagnato da quattro stelle d'oro, tre in capo e una in punta (citato in BLCL) |
|        | Tropeano (Tropea) di azzurro con un pesce crestato di argento e quattro stelle dello stesso tre in capo ed una in punta (citato in BLCL) Immagine e notizie storiche in Tropea Magazine. |
|        | Tropeano (Tropea) (LA) campum ceruleum in medio piscem argenteum super tres stellas argenteas et subter aliam argenteam (citato in BLCL) Notizie storiche in Tropea Magazine. |
|        | Trossa (Molise) (la blasonatura non è stata ancora caricata) (citato in DAlena) |
|        | Trossi (Pinerolo, Biella, Santa Margherita Ligure) Titolo: conti di Pian Villar D'azzurro, alla fascia d'argento, caricata da una stella del campo, posta tra un volo di nero, accompagnata in punta da due tralci di vite, fogliati e fruttati d'oro, decussati e ridecussati, posti in palo (citato in SUBL) stella (5 raggi) di azzurro racchiusa da 2 ali (volo) di nero su fascia di argento su azzurro - 2 tralci di vite fogliati e fruttati di oro incrociati per 2 volte in basso su azzurro (citato in LEOM) Motto: Audendo proficit |
|        | Trotta (Castellaneta, Gravina in Puglia) Inquartato: nel 1° d'azzurro, a tre torri, a due balze, merlato alla guelfa di quattro, 2 e 1 , d'oro, murate, aperte e finestrate di 2 (1,1) di nero; nel 2° e nel 3° di vaiato d'argento e di rosso; nel 4° d'azzurro a tre fasce ondate d'argento Motto: Nulla est bellatori quies |
|        | Trotti (Lombardia) troncato d'oro e d'azzurro (citato in SPRE Vol. 4 pag. 454 e in MONT pag. 161) (Immagine nella Raccolta stemmi Trippini (JPG).) |
|        | Trotti scudo in losanga inquartato: nel 1º e 4º troncato d'oro e d'azzurro, nel 2º e 3º trinciato dentato d'oro e di rosso; sopra il tutto uno scudetto di rosso col gonfalone papale d'oro con le chiavi una dello stesso e l'altra d'argento, passaste in croce di S. Andrea (citato in MONT pag. 102) |
|        | Trotti (Gamondio, Alessandria) Titolo: marchesi di Cimena, Incisa; conti di Castelnuovo Calcea, Castelvairo, Coazze, Mombasiglio, Ovada; baroni di Berzano; signori di Aimonetta, Castelnuovo Belbo, Frascaro, Fresonara, La Margarita, Montaldeo, Pasturana, Priero, Robbio, Rocca Grimalda, Rossiglione, Val d'Orba; consignori di Canelli, Ceva, Montabone, Torre Valgorera Troncato d'oro e d'azzurro alias Inquartato, al 1° e 4° troncato d'oro e d'azzurro; al 2° e 3° trinciato indentato d'oro e di rosso, e sul tutto di rosso alla basilica papale accollata alle chiavi pontificie, il tutto d'oro alias Inquartato, al 1° e 4° troncato d'oro e d'azzurro; al 2° e 3° trinciato indentato d'oro e di rosso, e sul tutto di rosso alla basilica papale accollata alle chiavi pontificie, il tutto d'oro, con il capo d'azzurro, carico di un'ancora d'argento, con un breve svolazzante sulla trabe scritto del motto QUI ME SUSTINET PORTO Motto: Qui me sustinet porto - Fides et amor - Non vi sed virtute (citato in SUBL) |
|        | Trotti o Trotto Tasso o Trotti Dellala o Baglione Trotti (Torino) Troncato d'oro e d'azzurro (citato in SUBL) troncato di oro e di azzurro (citato in LEOM) Motto: Pur piano |
|        | Trotti (Cesena) (troncato d'oro e d'azzurro) (citato in BLCW) Immagine in Blasone Cesenate. |
|        | Trotti (Ovada) D'azzurro, al cavallo d'argento, fermo sulla campagna di verde, cavalcato da un cavaliere di carnagione, vestito di rosso e chiomato di nero (citato in STOV) |
|        | Trotti Bentivoglio (Milano) gonfalone pontificio di oro con 2 chiavi incrociate una di oro e una di argento su scudetto di rosso su - troncato di oro e di azzurro - trinciato inchiavato di oro e di rosso - ancora a 3 marre di argento posta in palo su lista (nastro) di argento caricata del motto in lettere maiuscole di nero "QUAE ME SUSTINET PORTO" su azzurro in capo (citato in LEOM) |
|        | Trovamale o Trovamala (Sale Tortonese, Casale) Scaccato di rosso e d'argento, con il capo d'oro, carico di un'aquila di nero (citato in SUBL) |
|        | Trovanelli (Cesena) (la blasonatura non è stata ancora caricata) (citato in BLCW) Immagine in Blasone Cesenate. |
|        | Trovato (Messina) di rosso, al San Giorgio a cavallo armato, atterrante e combattente un dragone; il tutto d'oro (citato in Mango) di rosso, con un s. Giorgio a cavallo d'argento in atto di ferire con la lancia un dragone d'oro (citato in NBSC) (Cenno storico in Famiglie nobili di Sicilia (archiviato dall'url originale il 5 marzo 2016).) |

### Tru
| Stemma | Casato e blasonatura |
| ------ | --- |
|        | Trucco o Truc (Nizza) Titolo: consignori di Castelnuovo Fasciato d'oro e d'azzurro Motto: Nulli iniurius (citato in SUBL) |
|        | Truchi o Trucchi (Marene) Titolo: conti di Levaldigi, Paglières; baroni de La Generala; consignori di Genola Fasciato d'oro e d'azzurro, a cinque stelle d'argento, caricanti le fasce d'azzurro, 2, 2, 1 Motto: Sic petitur caelum - Sic coelum petitur (citato in SUBL)                                                  |
|        | Truchi o Trucchi (Susa) Titolo: signori di Vallo; consignori di Mattie D'azzurro, a due arieti d'argento, affrontati e cozzanti sormontati da una stella d'oro, sostenuti da un monte di verde, cucito Motto: Constans in adversis (citato in SUBL)                                                                        |
|        | Truchietti o Trucchietti (Pinerolo) Titolo: consignori di Buriasco, Perrero, S. Martino Di rosso, alla banda d'oro, caricata da due filetti, di nero alias Di rosso, alla banda d'oro, orlata da due filetti, di nero alias Di rosso, alla banda d'oro, orlata da due filetti, d'azzurro Motto: Bien sera (citato in SUBL) |
|        | Truchietti o Trucchietti (Chieri, Fiandra) D'azzurro, a due sbarre d'oro, con il capo d'oro, carico di un'aquila, di nero (citato in SUBL) |
|        | Trulli (Roma) (la blasonatura non è stata ancora caricata) (Immagine nell' Archivio Storico Capitolino (PDF) (archiviato dall'url originale il 4 marzo 2016).) |
|        | Trussi (Brescia) bandato d'argento e d'azzurro allo struzzo al naturale imbeccato di un chiodo (citato in GUCA pag. 534) |

### Ts
| Stemma | Casato e blasonatura |
| ------ | --- |
|        | Tschurtschenthaler (Trento, Bolzano) 3 pigne di oro su banda di nero su scudetto di oro su - croce di argento su rosso (citato in LEOM) |

### Tu
| Stemma | Casato e blasonatura |
| ------ | --- |
|        | Tubertini (Bologna) leone rampante di oro su azzurro (citato in LEOM) |
|        | Tuccari (Castiglione di Sicilia, Roma) Titolo: barone di San Carlo, nobile dei baroni d'azzurro allo scaglione d'argento accompagnato in capo da una cometa ondeggiante in banda e in punta da una ruota di otto raggi, il tutto d'oro (citato in PRTS) scaglione di argento accompagnato - in alto da una cometa di oro posta in banda - in basso da una ruota a 8 raggi dello stesso tutto su azzurro (citato in LEOM) |
|        | Tuccari (Messina) d'azzurro a quattro pali d'oro, il terzo accostato da dieci coronette all'antica dello stesso, all'aquila spiegata di nero attraversante sopra il primo palo e una mezzaruota del secondo movente dall'ultimo (citato in Mango) |
|        | Tuccerelli (Arezzo, Firenze) Di rosso, alla fascia ondata d'argento, accompagnata da tre palle dello stesso, 2.1 (citato in ASFI) |
|        | Tucci (Firenze) D'argento, al leone di rosso (citato in ASFI) (DE) In Silber 1 roter Löwe (citato in KHIF) alias D'argento, al leone di rosso; con il capo d'Angiò (citato in ASFI) |
|        | Tucci (Firenze) D'azzurro, al compasso aperto in scaglione d'oro, accompagnato da tre gigli dello stesso, uno in capo e due ai lati (citato in ASFI) |
|        | Tucci (Firenze) D'azzurro, al monte di sei cime d'oro, sormontato da due martelli decussati d'argento, manicati d'oro (citato in ASFI) |
|        | Tucci (Firenze) Di..., al palo di vaio e alla branca di leone posta in fascia (o in banda) attraversante di... alias Di..., al palo di vaio e alla branca di leone posta in fascia (o in banda) attraversante di..., il tutto abbassato sotto il capo d'Angiò (citato in ASFI) |
|        | Tucci (Lucca) Inquartato decussato d'oro e d'azzurro, al bastone pieficcato di rosso attraversante in palo (citato in ASFI) |
|        | Tucci (Lucca) palo scorciato e stondato di rosso su inquartato in croce di Sant'Andrea di oro e di verde (citato in LEOM) |
|        | Tucci del Campiglia (Siena) D'azzurro, allo scaglione d'oro accompagnato da tre stelle a sei punte (o tre crocette) dello stesso, 2.1 alias Di rosso, allo scaglione d'oro accompagnato da tre stelle a sei punte (o tre crocette) dello stesso, 2.1 (citato in ASFI) |
|        | Tucciarelli o Tuccerelli o Tucciarelli del Lion d'Oro o Tuccerelli del Lion d'Oro (Arezzo) (DE) In Rot 1 silberner Wellenbalken, begleitet oben von 2, unten von 1 silbernen Scheibe (citato in KHIF) |
|        | Tuccimei (Roma; orig. Sezze) d'azzurro al crescente montante in abisso, accompagnato in capo da due stelle (6) poste in fascia ed in punta da una cometa, il tutto d'argento Motto: Habet sua sidera tellus o Usque ad sidera (citato in LONI e in ANNB) |
|        | Tuccini (Firenze) D'azzurro, alla fede di carnagione vestita di rosso, sormontata da un giglio d'oro (citato in ASFI) |
|        | Tuccius (Toscana) (DE) In Gold 5 blaue Pfähle, überdeckt von 1 roten Balken (citato in KHIF) |
|        | Tuci Gori (Pistoia) Di rosso, alla banda d'argento caricata di un filetto ondato di... (citato in ASFI) |
|        | Tudisi (Dalmazia) di rosso, a sei stelle d'argento, 1, 2, 2 e 1 (citato in VVCH) (FR) De gueules, à six étoiles d'argent, 1, 2, 2 et 1 (citato in RIET) 6 stelle (6 raggi) di argento poste in orlo su rosso (citato in LEOM) |
|        | Tudisi (Dalmazia) di rosso, a sei rose d'argento, bottonate d'oro (citato in VVCH) (FR) De gueules, à six roses d'argent, boutonnées d'or. Casque couronné (citato in RIET) |
|        | Tufarelli (Napoli, San Giorgio a Cremano, Calabria) Titolo: conti d'azzurro al braccio destro vestito di verde movente dal lato sinistro dello scudo, tenente con la mano di carnagione tre rose di rosso gambute e fogliate di verde, sormontate da tre stelle d'oro (citato in PRTS) d'azzurro al destrocherio vestito di nero, stringente tre rose rosse, stelate e fogliate di verde, poste in ventaglio, accompagnato nel capo da tre stelle d'oro male ordinate (citato in NBNA) braccio destro uscente da destra vestito di verde tenente con la mano di carnagione 3 rose fiorite di rosso stelate e fogliate di verde poste a ventaglio su azzurro - 3 stelle (8 raggi) di oro poste 1,2 in alto su azzurro (citato in LEOM) Notizie storiche in Nobili napoletani. |
|        | Tullio (San Vito al Tagliamento, Messina, Chiasiellis) 2 gigli di oro in palo su sbarra di rosso su - leone rampante al naturale tenente un giglio di oro nella zampa anteriore destra tutto su azzurro (citato in LEOM) |
|        | Tumscitz (Augusta) Titolo: barone di Poggio d'Ipso d'azzurro a tre gigli d'oro (male ordinati) (citato in PRTS, in Mango e in NBSC) 3 gigli di oro posti 1,2 su azzurro (citato in LEOM) (Cenno storico in Famiglie nobili di Sicilia (archiviato dall'url originale il 5 marzo 2016).) |
|        | Tupputi e Tupputi Schinosa (Bisceglie, Napoli) Titolo: marchesi d'azzurro al leone al naturale coronato d'oro, tenente tra le branche un ramo di alloro di verde, attraversato da una fascia di rosso convessa, orlata d'oro caricata da una stella dello stesso posta tra due mezzelune d'argento affrontate (citato in PRTS) stella (6 raggi) di oro tra 2 lune affrontate di argento su fascia convessa di rosso bordata di oro su - leone rampante al naturale coronato di oro tenente con le zampe anteriori un ramo di alloro di verde tutto su azzurro (citato in LEOM) |
|        | Turamini (Siena) Partito ondato d'oro e d'azzurro, al crescente rivolto del secondo nel primo, e alla stella a otto punte del primo nel secondo, ambedue posti nel capo (citato in BICC Tavola 132 pag. 304) alias Partito ondato d'oro e d'azzurro, al crescente rivolto del secondo nel primo, e alla stella a sei punte del primo nel secondo, ambedue posti nel capo alias Partito ondato d'oro e d'azzurro, al crescente montante del secondo nel primo, e alla stella a otto punte del primo nel secondo, ambedue posti nel capo alias Partito ondato d'oro e d'azzurro, al crescente montante del secondo nel primo, e alla stella a sei punte del primo nel secondo, ambedue posti nel capo (citato in ASFI) |
|        | Turate (la blasonatura non è stata ancora caricata) (citato in DAlena) |
|        | Turati (Milano) 6 stelle (6 raggi) di oro poste in piramide rovesciata (3,2,1) su azzurro - castello affiancato e centrato da 3 torri alla guelfa di rosso finestrato e aperto del campo su oro (citato in LEOM) |
|        | Turchetti (Padova) di rosso, alla banda d'azzurro, caricata di un leone illeopardito del primo alias d'oro, alla banda d'azzurro, bordata di rosso, caricata di un leone illeopardito dello stesso (citato in CROD) |
|        | Turchetto (Asolo) Di rosso alla banda azzurra caricata di un leone passante di rosso (citato in DAlena) |
|        | Turchi (Siena) Partito: nel 1° d'argento, alla mezza croce d'azzurro uscente dalla partizione e caricata di quattro crescenti montanti d'oro, 1.2.1; nel 2° bandato di sei pezzi d'argento e di rosso (citato in ASFI) |
|        | Turchi (Asti) d'argento, all'aquila coronata di nero, rostrata e membrata di rosso (Immagine nella Raccolta stemmi Trippini (JPG).) |
|        | Turci (Cesena) (la blasonatura non è stata ancora caricata) (citato in BLCW) Immagine in Blasone Cesenate. |
|        | Turco o Turchi (Asti) Titolo: signori di Iwuy (Hainaut) / signori di Camagna, Frinco, Montemagno, Quattordio, Revigliasco, Tigliole, Tonco; consignori di Corsione, Manzano, Mombarcaro, Mombercelli, Viale D'argento, all'aquila di nero, membrata di rosso alias D'argento, all'aquila di nero, armata, imbeccata e coronata di rosso alias D'argento, all'aquila di nero, membrata di rosso, caricata in cuore di uno scudetto di Visconti Motto: Virtus fortunae comes (citato in SUBL) |
|        | Turco (Mondonio) Titolo: consignori di Mondonio D'azzurro, alla mezzaluna d'argento, sormontata da un sole d'oro (citato in SUBL) |
|        | Turco (Monopoli, Rutigliano) Titolo: nobile di rosso, alla fascia d'argento, caricata di tre teste di turchi bendate, al naturale, e con un leone passante d'oro (citato in RTGL) |
|        | Turellini (Siena) Partito di rosso e d'argento, a due leoni addossati dell'uno nell'altro (citato in ASFI) |
|        | Turello (Carignano) D'azzurro, alla torre merlata di cinque pezzi, sostenuta da due leoncini affrontati e cimata da un olivo, il tutto d'oro, con il capo d'oro, carico di un'ombra di sole, d'azzurro (citato in SUBL) |
|        | Turi (Pistoia) D'argento, a quattro fasce cucite d'oro e alla banda attraversante di rosso (citato in ASFI) |
|        | Turi (Firenze) Di..., allo scaglione di..., accompagnato da due crescenti montanti di..., 1.1 (citato in ASFI) |
|        | Turiglioni (Toscana) (DE) In Blau 4 goldene Wellenschrägbalken (citato in KHIF) |
|        | Turina o Turini o Turino (Ivrea) D'azzurro, al toro d'oro, furioso Motto: Iustitia et pax (citato in SUBL) |
|        | Turina (Ciriè) D'oro, alla banda d'azzurro, carica di due stelle del campo (citato in SUBL) |
|        | Turinetti o Turinetti di Priero (Poirino, Chieri) Titolo: marchesi di Cambiano, Cimena, Pancalieri, Priero; conti di Castelvairo, Castiglione Torinese, Pertengo e Costanzana; baroni di Berzano; signori di Castellino de' Voltis; consignori di Agliano, Bonavalle, Castelreinero, Cavallerleone, Cortemiglia D'argento, alla torre di rosso, sostenente un corvo di nero (arma antica) (citato in SUBL) alias Inquartato, al 1º e 4º d'azzurro, alla mezz'aquila bicipite d'argento, movente dalla partizione, al 2º e 3º d'oro, alla torre di rosso (citato in SUBL) 2 mezze aquile bicipiti di argento uscenti dalla partizione centrale su azzurro nel 1° e 4° quarto - torre di rosso merlata alla guelfa su oro (citato in LEOM) alias Inquartato, al 1º e 4º d'oro, alla torre di rosso, sostenente un corvo di nero; al 2º e 3º d'azzurro, all'aquila d'argento (citato in SUBL) Motto: Non degenero |
|        | Turini (Prato) Partito: nel 1° di rosso, alla stella a otto punte d'oro; nel 2° di rosso, alla mezza croce d'argento uscente dalla partizione e accantonata da due crescenti volti d'oro (citato in ASFI) |
|        | Turini (Pescia) Di..., al cane rampante di..., collarinato di... (citato in ASFI) |
|        | Turini (Firenze) Di..., a tre rincontri di bue di..., 2.1 (citato in ASFI) |
|        | Turini (Firenze) D'azzurro, all'albero al naturale nodrito su un monte di sei cime d'oro e sostenuto da due tori furiosi, quello di destra di verde e quello di sinistra di rosso (citato in ASFI) |
|        | Turini (Firenze) D'azzurro, a tre spighe stelate e ricadenti d'oro, nodrite su un monte di sei cime dello stesso, e sostenenti ciascuna un uccello al naturale beccante la spiga stessa (citato in ASFI) |
|        | Turini (Viterbo) (la blasonatura non è stata ancora caricata) (immagine dello Stemmario reale di Baviera.) |
|        | Turino o Turina o Turrini o Turin o De Thurin (Città di Castello) Titolo: signori di Stupinigi, Villafranca Inquartato, al 1º e 4º palato di rosso e d'oro, al 2º e 3º rombeggiato di rosso e d'argento, allo scudetto d'azzurro, carico di un toro furioso, d'oro (città di Torino), con il capo di Francia Motto: Non timore humilis (citato in SUBL) |
|        | Turinozzi (Siena) D'argento, alla banda d'azzurro caricata di una stella a sei punte del campo, posta in mezzo a due crescenti affrontati dello stesso (citato in ASFI) |
|        | Turletti (Savigliano) Troncato, al 1° d'argento, al castello di rosso, fondato sulla partizione, sostenente un grifone, al naturale, seduto, al 2° d'argento, cucito, a tre fasce di nero, a spina di pesce (citato in SUBL) |
|        | Turletti (Sassari) sole raggiante di oro sull'azzurro del troncato di azzurro e di oro - aquila bicipite di nero sull'oro (citato in LEOM) |
|        | Turletti Tola (Genova) D'oro all'aquila bicipite di nero. Capo d'azzurro carico del sole raggiante d'oro Motto: Vivax animi solertia (citato in DAlena) |
|        | Turletti Tola (Sommariva del Bosco, Genova, Milano) Titolo: nobili Troncato, al 1° d'azzurro, al sole d'oro, al 2° d'oro, all'aquila bicipite, di nero Motto: Vivax animi solertia (citato in SUBL) |
|        | Turnay Titolo: Conti Di nero pieno (citato in DAlena) |
|        | Turnone (Taranto) Partito: nel primo d'azzurro seminato di fiordalisi d'oro (di Francia antica); nel secondo di rosso al leone d'oro (citato in NBNA) Notizie storiche in Nobili napoletani. |
|        | Turri (San Miniato) D'azzurro, alla torre di due piani, merlata nel piano inferiore e coperta nel superiore, fondata sul terreno, il tutto al naturale (citato in ASFI) torre quadrata vista di tre quarti coperta da un casotto su campagna montuosa di verde uscente dalla punta tutto al naturale su azzurro (citato in LEOM) |
|        | Turri (Reggio Emilia) 2 torri di argento murate di nero merlate di 3 pezzi alla guelfa aperte e finestrate di nero su azzurro sormontate da - 3 stelle (5 raggi) di oro poste in fascia su azzurro (citato in LEOM) |
|        | Turriano (Messina) d'azzurro, alla torre d'oro trattenuta da due leoni controrampanti e coronati e sormontata da tre gigli ordinati nel capo; il tutto dello stesso (citato in Mango) |
|        | Turrini o Turrino (Livemmo) tre torri merlate alla guelfa, poste in fascia, in campo azzurro (o argento ?), oppure con le torri poste a triangolo (citato in Piovanelli) |
|        | Turrini o Turrino (Teglie) torre smerlata, al naturale, con torretta terminante a punta, sorretta sul capo da due tori dorati, arrestati, affrontati, in campo di azzurro (argento) e verde, troncato a campagna (citato in Piovanelli) |
|        | Turrini (Cesena) (la blasonatura non è stata ancora caricata) (citato in BLCW) Immagine in Blasone Cesenate. |
|        | Turrini Rossi (Bologna) gallo di nero passante sulla troncatura del troncato di azzurro e di verde - capo d'Angiò (sulla prima partizione) - leone rampante di oro su fasciato di argento e di nero - capo d'Angiò (sulla seconda partizione) (citato in LEOM) |
|        | Turrisi (Palermo, Castel Buono) Titolo: barone di Gorgo e di Buonvicino; signore di San Giorgio, Ogliastro, Palminteri d'azzurro alla torre quadrata d'oro di due palchi, fondata sopra un ristretto di terra al naturale, sostenuta da due leoni d'oro linguati di rosso, affrontanti, accompagnata in capo da tre stelle d'argento (citato in PRTS) d'azzurro, alla torre quadra d'oro di due palchi, fondata sopra un ristretto di terreno al naturale, sostenuta da due leoni d'oro linguati di rosso, controrampanti, accompagnati in capo da tre stelle (6) d'argento male ordinate (citato in NBSC) torre quadrata a 2 palchi di oro fondata su montarozzo di verde uscente dalla punta affiancata da - 2 leoni controrampanti di oro e sormontata in capo da - 3 stelle (6 raggi) di argento poste 1,2 tutto su azzurro (citato in LEOM) (Cenno storico in Famiglie nobili di Sicilia (archiviato dall'url originale il 5 marzo 2016).) |
|        | Turrisi Grifeo (Palermo, Castelbuono) Titolo: principe di Partanna, duca di Cimmina, duca di Floridia / principe di Palagonia, principe di Lercara, duca di Alcara, marchese di Francoforte, marchese di Antella, marchese di Bifora, marchese di Delia, barone di Calatabiano, barone di Sanfratello, barone di Fiumefreddo, di San Basile e Laura, barone di Stallaini, signore della Cadera e di Misilini partito: 1° d'azzurro alla torre quadrata d'oro di due palchi, fondata sopra un ristretto di terra al naturale, sostenuta da due leoni d'oro linguati di rosso, affrontanti, accompagnata in capo da tre stelle d'argento (Turrisi) 2° d'oro troncato: sopra il grifone di nero passante, sotto tre bande d'azzurro (Grifeo) (citato in PRTS) partito: al primo di Turrisi, che è d'azzurro alla torre quadra d'oro, di due palchi, fondata sopra un ristretto di terreno al naturale, sostenuta da due leoni d'oro, linguati di rosso controrampanti; accompagnati in capo da tre stelle [6] d'argento male ordinate; al secondo di Grifeo, che è troncato, sopra d'oro al grifone di nero passante; sotto d'oro a tre bande d'azzurro (citato in Mango e in NBSC) torre quadrata a 2 palchi di oro fondata su montarozzo di verde uscente dalla punta affiancata da - 2 leoni controrampanti di oro e sormontata in capo da - 3 stelle (6 raggi) di argento poste 1,2 tutto su azzurro - grifo passante di nero su oro - 3 bande di azzurro su oro (citato in LEOM) (Cenno storico in Famiglie nobili di Sicilia (archiviato dall'url originale il 5 marzo 2016).) |
|        | Turriti (Firenze) D'azzurro, alla torre di rosso sormontata da tre stelle a otto punte d'oro, 1.2 (citato in ASFI) |
|        | Turturici (Sicilia) D'azzurro, con tre tortore di argento, poste 2, e 1 (citato in NBSC) (Cenno storico in Famiglie nobili di Sicilia (archiviato dall'url originale il 5 marzo 2016).) |
|        | Marchesi diTuscia (Firenze) Di rosso, a tre pali d'argento (citato in ASFI) |
|        | Tussini (Cesena) (la blasonatura non è stata ancora caricata) (citato in BLCW) Immagine in Blasone Cesenate. |
|        | Tuti della Rocca (Siena) D'azzurro, alla clava posta in banda d'oro, accostata da quattro foglie dello stesso, 2.2 (citato in ASFI) |
|        | Tuttavilla (Napoletano) (la blasonatura non è stata ancora caricata) (d'azzurro, alla sbarra di rosso, accompagnata da tre gigli d'oro, due in capo e uno in punta) (citato in NBNA) |
|        | Tuttavilla (Napoli) Titolo: duca di Calabritto, San Germano, principe di Conca di Mignano inquartato: nel primo e quarto fasciato d'argento e di rosso di otto pezzi, al leone di nero coronato d'oro attraversante; nel secondo e terzo d'argento a tre fasce di rosso, sul tutto d'azzurro a 3 gigli d'oro al bastone nodoso di rosso posto in banda (citato in PRTS) alias inquartato, nel 1°e 4° di rosso a tre fasce d'argento, col leone di nero attraversante sul tutto; nel 2° e 3°d'argento a tre fasce di rosso; sul tutto, uno scudetto azzurro a tre gigli doro, al bastone di rosso posto in banda (citato in NBNA) bastone in banda (banda scorciata) di rosso su 3 gigli posti 2,1 di oro su scudetto di azzurro su - leone rampante di nero coronato di oro su 3 fasce di argento su rosso - su 3 fasce di rosso su argento (citato in LEOM) Notizie storiche in Nobili napoletani. |
|        | Tuttavilla (Napoli) banda di rosso su 3 gigli di oro posti 2,1 su scudetto di azzurro su - leone rampante di nero su 3 fasce di argento su rosso - su 3 fasce di rosso su argento (citato in LEOM) |
|        | Tuzzolino (Palermo) d'oro, al piede di lino fiorito al naturale (citato in Mango e in NBSC) (Cenno storico in Famiglie nobili di Sicilia (archiviato dall'url originale il 5 marzo 2016).) |

### Ty
| Stemma | Casato e blasonatura |
| ------ | --- |
|        | Tyrolo (Catanzaro) D'azzurro al monte all'italiana di tre cime d'oro uscente dalla punta e sostenente un leone dello stesso fissante un'aquila d'argento nascente dal cantone destro del capo (citato in BLCL) |